# Мишель, Клэр
Клэр Мишель (фр. Claire Michel; род. 13 октября 1988, Брюссельский столичный регион) — бельгийская триатлонистка.

## Биография

### Ранние годы
Крэр является дочерью Колетт Краббе. Родилась в Брюсселе 13 октября 1988 года, в возрасте одного года переехала в Соединённые Штаты по причине нового места работы отца. Семья поселилась в Орегоне .
Она училась в Университете штата Орегон и занималась там легкой атлетикой, достигнув успеха в беге с препятствиями на 3000 метров. После этого она вернулась в Бельгию и посвятила себя кроссу, но после этого стала заниматься триатлоном.

### Карьера в триатлоне
В 2014 году она вышла в финал Мировой серии по триатлону в Эдмонтоне и стала лучшей бельгийской триатлонисткой года. Затем она получила травмы стопы и ноги, но всё равно осталась лучшей в стране в 2015 году и сумела пройти отбор на Летние Олимпийские игры 2016 года в Рио-де-Жанейро . На Играх она получила дисквалификацию за нарушения, совершённые в велогоночном этапе. После этого неудачного опыта тренер Рейнаут Ван Шуйленберг решил положить конец их сотрудничеству.
В 2018 году Клэр заняла третье место на третьем этапе Мировой серии в Нью-Плимуте, пятое место в Иокогаме, но в Лидсе не сумела завершить соревнования. Также она стала лишь 24-й в Гамбурге .
Тем не менее, в августе того же года она показывает свои лучшие результаты на чемпионате Европы, финишировав пятой в женских соревнованиях и завоевав бронзовую медаль в смешанной эстафете.
В сентябре 2018 года она заняла 20-е место в финале Мировой серии в Голд-Косте.